# Bébé est neurasthénique
Bébé est neurasthénique è un cortometraggio muto del 1911 diretto da Louis Feuillade.

## Produzione
Il film fu prodotto dalla Société des Etablissements L. Gaumont

## Distribuzione
Distribuito dalla Société des Etablissements L. Gaumont, uscì nelle sale cinematografiche francesi nel dicembre 1911. Il film è conosciuto anche con i titoli Bébé fait de la neura o Bébé fait de la neurasthénie.